# Estación Engenho Velho
La Estación Engenho Velho es una de las estaciones del Metro de Recife, situada en Jaboatão dos Guararapes, entre la Estación Floriano y la Estación Jaboatão. Fue inaugurada en 1987.